# Тракийски университет (Гърция)
Вижте пояснителната страница за други значения на Тракийски университет.
Тракийски университет „Демокрит“ (на гръцки: Δημοκρίτειο Πανεπιστήμιο Θράκης, Димокритио Панепистимио Тракис) е университет в Гърция, основан през юли 1973. Базиран е в Гюмюрджина (Комотини), но има изнесени университетски центрове в цяла Беломорска Тракия — Ксанти, Дедеагач (Александруполи) и Орестиада. Университетът приема първите си студенти през академичната 1974-1975 г. Носи името на древногръцкия философ Демокрит, който е роден в град Абдера.
Понастоящем университетът има два факултета и осемнадесет катедри в четири града – седем в Гюмюрджина, пет в Ксанти, четири в Дедеагач и два в Орестиада. Общият брой на обучаващите се студенти е около 13 000.
Като университет той е държавна собственост – ползва се с академична независимост, но се наблюдава и субсидира от гръцката държава и Министерството на образованието и вероизповеданията на Република Гърция.

## Факултети и катедри
- Ксанти
  - Технически факултет
    - Катедра Строителство
    - Катедра Електрически и компютърни технологии
    - Катедра Екологосъобразни технологии
    - Катедра Земеделски технологии
    - Катедра Технологии и управление на производството

- Гюмюрджина
  - Катедра Право
  - Катедра Физическо възпитание и спорт
  - Катедра История и Етнология
  - Катедра Гръцка филология
  - Катедра Социална админитрация
  - Катедра Международни икономически отношения
  - Катедра Език, литература и култура на черноморските страни

- Дедеагач
  - Катедра Хуманна медицина
  - Катедра Молекулярна биология и Генетика
  - Педагогически факултет
    - Катедра Начална педагогика
    - Катедра Предучилищна педагогика

- Орестиада
  - Катедра Развитие на земеделието
  - Катедра Горско стопанство и управление на природните ресурси